# Illa de Pere I
L'illa de Pere I (en noruec: Peter I Øy) és una illa d'origen volcànic situada al mar de Bellingshausen, uns 450 kilòmetres a l'oest del sector continental de l'Antàrtida Occidental. Fou descoberta el 21 de gener de 1821 per Fabian Gottlieb von Bellingshausen. D'ençà de 1929 és un territori antàrtic reclamat per Noruega, malgrat que els seus drets sobre l'illa no han estat ratificats i estan suspesos en aplicació del Tractat Antàrtic del 1961.

## Història

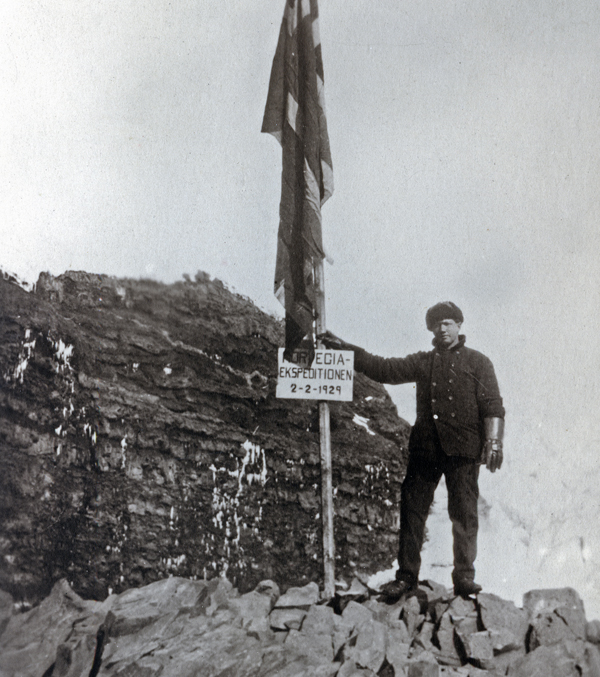
El capità noruec Nils Larsen durant el primer desembarcament a l'illa l'any 1929.

L'illa fou identificada per primera vegada el 1821 per l'expedició russa dirigida per Fabian von Bellingshausen, el qual l'anomenà Pere I en homenatge al tsar Pere el Gran. Amb tot, Von Bellingshausen no va poder desembarcar-hi per culpa del gel que l'envoltava. No serà fins al 2 de febrer de 1929 quan una expedició noruega dirigida per Ola Olstad prengui possessió de l'illa, construint una barraca de fusta a la costa en la que el capità Nils Larsen hi gravà la inscripció A Norvegia. El parlament noruec ratificà la reclamació el 1931.
El 1955 s'hi instal·là una base meteorològica i de transmissions, que actualment opera de forma automàtica. Mai hi ha hagut residents permanents a l'illa.

## Geografia

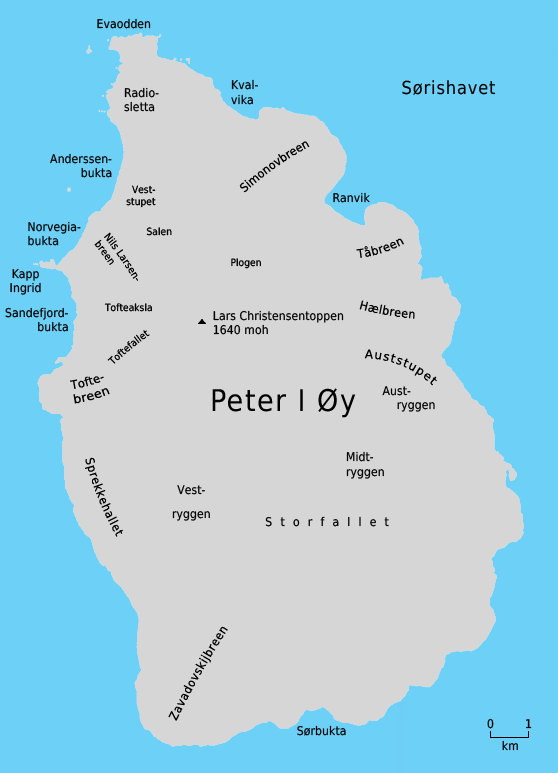
Mapa de l'illa.

L'illa principal té una superfície de 156 km², tot i que si li sumem els illots i esculls propers arriba als 243 km². La seva alçada màxima es troba al pic Lars Christensen, amb 1.755 msnm, un volcà extingit. La superfície de l'illa es troba majoritàriament coberta per geleres. Tret d'un breu període a l'estiu les seves costes estan envoltades per una banquisa que en dificulta l'accés.

### Clima
L'illa té un clima molt dur, amb forts vents i temperatures sota zero. Les temperatures mitjanes del mes més càlid, gener, volten 1 °C; durant el mes més fred, juliol, se situen al voltant dels 23 °C sota zero. De la mateixa manera que en altres zones de l'Antàrtida, s'ha registrat un lent, però progressiu augment de les temperatures fruit de l'escalfament global.

## Flora i fauna
La superfície gelada no permet el desenvolupament de cap mena de vegetació que no siguin les molses i líquens adaptats a l'exigent clima polar. L'illa és l'hàbitat d'algunes aus marines, en particular fulmars australs, però també petrells oceànics i xatracs antàrtics. Els pingüins, inclosos els d'Adèlia i de cara blanca, visiten l'illa amb poca freqüència. També hi ha nombrosos pinnípedes, com ara la foca menjacrancs, la foca lleopard i un nombre menor d'elefants marins meridionals.